# Grand Prix de Plumelec-Morbihan 2007
La Grand Prix de Plumelec-Morbihan 2007, trentunesima edizione della corsa e valida come evento dell'UCI Europe Tour 2007 categoria 1.1, si svolse il 2 giugno 2007 su un percorso totale di 174 km.. Fu vinta dall'australiano Simon Gerrans che giunse al traguardo con il tempo di 4h02'53", alla media di 42,984 km/h.
Al traguardo 49 ciclisti portarono a termine il percorso.

## Ordine d'arrivo (Top 10)
| Pos. | Corridore        | Squadra         | Tempo    |
| ---- | ---------------- | --------------- | -------- |
| 1    | Simon Gerrans    | AG2R Prév.      | 4h02'53" |
| 2    | Yann Huguet      | Cofidis         | a 42"    |
| 3    | David Le Lay     | Bretagne        | a 45"    |
| 4    | Jérémy Roy       | F. des Jeux     | a 49"    |
| 5    | Jean-Marc Marino | Crédit Agricole | a 1'09"  |
| 6    | Pierrick Fédrigo | Bouygues Tél.   | a 1'59"  |
| 7    | Philippe Gilbert | F. des Jeux     | s.t.     |
| 8    | Rémi Pauriol     | Crédit Agricole | s.t.     |
| 9    | Sylvain Chavanel | Cofidis         | a 2'01"  |
| 10   | Stéphane Goubert | AG2R Prév.      | s.t.     |